# Епископија (Потенца)
Епископија (итал. Episcopia) је насеље у Италији у округу Потенца, региону Базиликата.
Према процени из 2011. у насељу је живело 1024 становника. Насеље се налази на надморској висини од 528 м.

## Становништво
| 1931. | 1936. | 1951. | 1961. | 1971. | 1981. | 1991. | 2001. | 2011. |
| ----- | ----- | ----- | ----- | ----- | ----- | ----- | ----- | ----- |
| 1.631 | 1.603 | 1.812 | 1.782 | 1.815 | 1.772 | 1.735 | 1.625 | 1.467 |